# Springfield (Luisiana)
Springfield é uma cidade  localizada no estado americano de Luisiana, na Paróquia de Livingston.

## Demografia
Segundo o censo americano de 2000, a sua população era de 395 habitantes.
Em 2006, foi estimada uma população de 415 habitantes, um aumento de 20 (5.1%).

## Geografia
De acordo com o United States Census Bureau tem uma área de
3,6 km², dos quais 3,6 km² cobertos por terra e 0,0 km² cobertos por água. Springfield localiza-se a aproximadamente 9 m acima do nível do mar.

## Localidades na vizinhança
O diagrama seguinte representa as localidades num raio de 16 km ao redor de Springfield.